# پاپیولوکس
پاپیولوکس (به انگلیسی: Populuxe) یک فرهنگ مصرف‌کننده و زیبایی‌شناسی در ایالات متحده آمریکا بود که در دهه‌های ۱۹۵۰ و ۱۹۶۰ رایج بود. اصطلاح Populuxe یک تکواژ چندوجهی از popular و luxury است.